# Eclipse Lake
Eclipse Lake ist ein See bei Buniche im australischen Bundesstaat Western Australia.
Der See ist 1,5 Kilometer lang, 830 Meter breit und liegt auf 286 Metern über dem Meeresspiegel.